# Andrea Vidaurre
Andrea Vidaurre (Inland Empire, 1995) es una activista peruano-estadounidense, defensora de la justicia ambiental y su aplicación a las políticas norteamericanas. En 2024 fue reconocida con el Premio Medioambiental Goldman, considerado el «Nobel verde».

## Trayectoria
Se graduó de la Universidad de California, Riverside obteniendo la Licenciatura en Artes en Estudios Globales.
Vidaurre cofundó el Colectivo Popular para la Justicia Ambiental, una organización dedicada a abordar los problemas de salud a los que se enfrentan las comunidades de clase trabajadora, en su mayoría de origen latino de Inland Empire, incluidos los condados de Riverside y San Bernardino. La zona se ha convertido en uno de los mayores centros de almacenamiento y logística de los Estados Unidos, lo que genera altos niveles de contaminación del aire que afectan significativamente la salud de los residentes.
Como analista de políticas, Vidaurre desempeñó un papel fundamental a la hora de defender la aprobación de dos regulaciones históricas por parte de la Junta de Recursos del Aire de California (CARB) en 2023. Estas regulaciones incluyen la Norma de Locomotoras en Uso, que representa la primera regulación de emisiones del país sobre locomotoras de tren,y la Norma de Flotas Limpias Avanzadas de California, cuyo objetivo es lograr ventas de camiones de carga 100% libres de emisiones para 2036.Se espera que estos logros regulatorios mejoren sustancialmente la calidad del aire en las comunidades de toda California, sentando un precedente para la reducción de emisiones en el transporte de carga.

## Reconocimientos
En 2024, Vidaurre recibió el Premio Medioambiental Goldman para América del Norte, en reconocimiento a su liderazgo en el activismo de base y su impacto en la política ambiental de California, para proteger a su comunidad, fundamentalmente de origen latino, frente a la contaminación atmosférica.